# Bashundhara Kings
Il Bashundhara Kings (বসুন্ধরা কিংস) è una società calcistica bengalese con sede nel distretto di Nilphamari. Milita nella Premier League, la massima serie del campionato bengalese.

## Palmarès

### Competizioni nazionali
- Campionato bengalese: 5

2019, 2021, 2021-2022, 2022-2023, 2023-2024
- Coppa del Bangladesh: 3

2019-2020, 2020-2021, 2024-2025
- Independence Cup (Bangladesh): 3

2018, 2022-2023, 2023-2024
- Seconda divisione bengalese: 1

2017-2018

## Organico

### Rosa 2021
Aggiornata al 15 dicembre 2020.
| N. |                       | Ruolo | Calciatore            |
| -- | --------------------- | ----- | --------------------- |
| 1  | Bangladesh (bandiera) | P     | Mitul Hasan           |
| 2  | Bangladesh (bandiera) | D     | Sushanto Tripura      |
| 3  | Bangladesh (bandiera) | D     | Nurul Naium Faisal    |
| 4  | Bangladesh (bandiera) | D     | Topu Barman           |
| 6  | Bangladesh (bandiera) | C     | Emon Mahmud Babu      |
| 7  | Bangladesh (bandiera) | C     | Masuk Mia Jony        |
| 8  | Brasile (bandiera)    | C     | Fernandes             |
| 9  | Argentina (bandiera)  | A     | Raúl Becerra          |
| 10 | Brasile (bandiera)    | A     | Robinho               |
| 11 | Bangladesh (bandiera) | A     | Tawhidul Alam Sabuz   |
| 12 | Bangladesh (bandiera) | D     | Bishwanath Ghosh      |
| 13 | Bangladesh (bandiera) | C     | Atiqur Rahman Fahad   |
| 14 | Bangladesh (bandiera) | D     | Yeasin Khan           |
| 15 | Bangladesh (bandiera) | C     | Biplu Ahmed           |
| 17 | Bangladesh (bandiera) | A     | Mahbubur Rahman Sufil |

| N. |                       | Ruolo | Calciatore                |
| -- | --------------------- | ----- | ------------------------- |
| 18 | Bangladesh (bandiera) | C     | Sheikh Alamgir Kabir Rana |
| 19 | Bangladesh (bandiera) | C     | Mohammad Ibrahim          |
| 21 | Bangladesh (bandiera) | A     | Rasel Ahmed               |
| 22 | Bangladesh (bandiera) | P     | Anisur Rahman             |
| 29 | Bangladesh (bandiera) | A     | Motin Mia                 |
| 32 | Bangladesh (bandiera) | P     | Mehedi Hasan              |
| 36 | Bangladesh (bandiera) | P     | Hamidur Rahman Remon      |
| 40 | Bangladesh (bandiera) | D     | Tariq Kazi                |
| 44 | Iran (bandiera)       | D     | Khaled Shafiei            |
| 49 | Bangladesh (bandiera) | D     | Tareq Miah                |
| 58 | Bangladesh (bandiera) | C     | Mahdi Khan                |
| 71 | Bangladesh (bandiera) | D     | Rimon Hossain             |
| 88 | Bangladesh (bandiera) | C     | Robiul Hasan              |
| 99 | Bangladesh (bandiera) | C     | Fahim Morshed             |